# Liubov Blok
Liubov Blok   (Sant Petersburg, 29 de desembre de 1881 - Sant Petersburg, 27 de setembre de 1939), rus: Любовь Блок, nascuda Liubov Dmítrievna Mendeleïeva, en rus: Любовь Дмитриевна Менделеева, fou una artista i historiadora russa casada amb el poeta Aleksandr Blok i filla del químic Dmitri Mendeléiev.
Realitzà els seus estudis al Gymnasium Schaffe. S'apassionà pel teatre i actuà en representacions d'afeccionats, prenent més endavant el pseudònim de Bassarguina. Conegué al poeta Aleksandr Blok (1880-1921) en una representació d'una peça de teatre que tingué lloc a la propietat familiar de la família Mendeléiev a Boblovo, a poc quilòmetres de Moscou, i propera a la casa familiar del poeta a Chakhmatovo, a la qual assisteix diverses vegades. Els dos joves acabarien per casar-se l'any 1903 a l'església Sant Miquel-Arcàngel del poble de Tarakanovo a mig camí entre Boblovo i Chakhmatovo i la petita recepció tingué lloc a la casa dels Mendeléiev

Esdevé "la bella dama" de les poesies de Blok. Fou seduïda per l'escriptor Andrei Biély, però acceptà la relació. Durant aquests anys actuà en companyies de teatre privades. L'any 1909, perdé el seu nadó que tenia poc més d'una setmana i els Blok marxaren a descansar a Itàlia. 

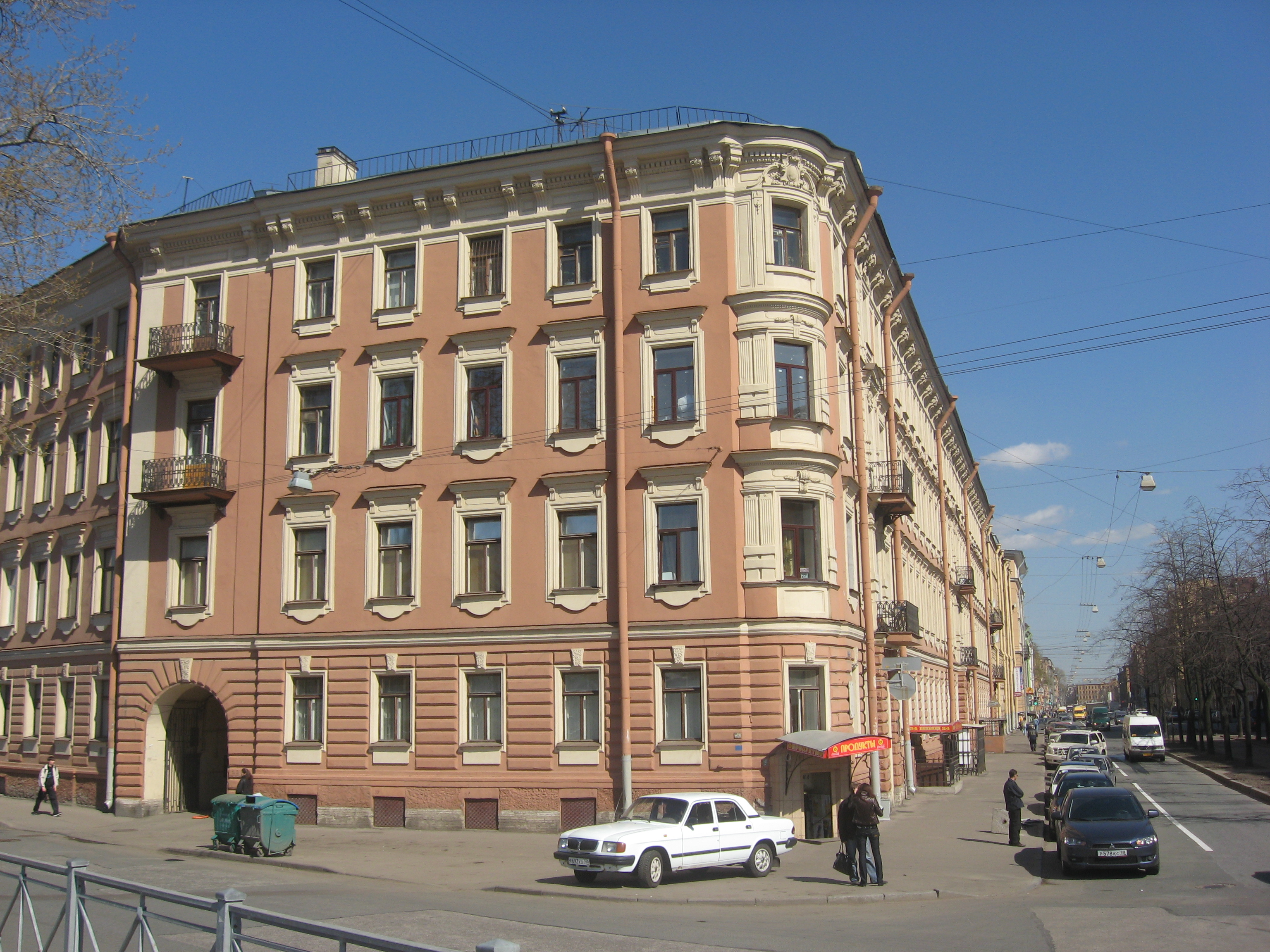
Pis (amb la balconada de l'últim pis) on Liubov Blok residí de 1912 a 1939 i el seu marit fins a la seva mort l'any 1921 És avui el museu Blok

Durant la Primera Guerra Mundial, Liubov Blok esdevingué infermera de guerra. Aleksandr Blok experimentà etapes de depressió durant els anys post-revolucionaris, però es mantingué fidel a la seva dona fins als últims anys de la seva vida. Després de la mort del seu espòs i els anys de la guerra civil russa, escriví als anys 1930 articles sobre la història del ballet, com Aparició i desenvolupament de la tècnica de la dansa clàssica. Assaig de sistematització, que foren reagrupats a continuació en una obra fonamental El Ballet clàssic. Història i modernitat i un llibre de records sobre Blok La qual cosa s'ha passat i la qual cosa no s'és pas passat en el cas de Blok i de jo mateix («И быль, и небылицы о Блоке и о себе»).
Morí a Leningrad l'any 1939. El seu cos i ell d'Aleksandr Blok foren transferits l'any 1944 a la passarel·la dels escriptors, a prop de la tomba del seu pare Dmitri Mendeléiev (1834-1907), al cementeri Volkovo de Sant Petersburg.